# Erika Vázquez
Erika Vázquez Morales (Pamplona; 16 de febrero de 1983) es una exfutbolista española. Jugaba como delantera en el Athletic Club de la Primera División Femenina de España.

## Clubes
| Club              | País   | Año         |
| ----------------- | ------ | ----------- |
| S.D. Lagunak      | España | 1998 - 2004 |
| Athletic Club     | España | 2004 - 2010 |
| R. C. D. Espanyol | España | 2010 - 2011 |
| Athletic Club     | España | 2011 - 2022 |

## Palmarés

### Campeonatos nacionales
| Título           | Club          | País   | Año     |
| ---------------- | ------------- | ------ | ------- |
| Primera División | Athletic Club | España | 2004-05 |
| Primera División | Athletic Club | España | 2006-07 |
| Primera División | Athletic Club | España | 2015-16 |